# دارشکنک مرمری
دارشکنک مرمری (نام علمی: Picumnus nebulosus) نام یک گونه از سرده دارشکنک‌ها است.